# Бари
Бари (итал. Bari) је девети по величини град у Италији. Бари је и главни град истоименог округа Бари и главни град покрајине Апулије у југоисточној Италији.
Бари је друго по значају привредно седиште јужне Италије, после Напуља. Град је познат и као град Светога Николе, јер се у градској катедрали налазе мошти свеца, које су стално привлачиле ходочаснике.

## Порекло назива
Назив града је старогрчког порекла од речи Барион.

## Географија
Бари се налази у крајње источном делу јужне Италије. Пошто се град налази близу Отрантских врата, улаза у Јадран, град је одувек имао важан стратешки значај и био значајна лука ка Истоку (Балкан, Левант, Мала Азија).
Од престонице Рима Бари је удаљен 450 км источно, а од Напуља 260 км источно. Од Бара на супротној обали Јадрана град је удаљен 210 км југозападно преко мора.

### Рељеф
Бари се развио као лука на крајње јужном делу Јадранског мора, где је била веома лак надзор уласка у море преко оближњих Отрантских врата. Град се налази у средишњем делу покрајине Апулије, у равничарској приморској равници Таволијере, која је плодна и густо насељена. 20ак километара јужно од града издиже апулско побрђе.

### Клима
Клима у Барију је средоземна. Бари као и цела Апулија су познати као веома топло и сушно подручје Италије, посебно лети. 2007. године забележена је највиша забележена температура од чак 46 подеока.

### Воде
Бари се налази на јужној обали Јадранског мора, где је била веома лак надзор уласка у море преко оближњих Отрантских врата. Град се образовао на омањем полуострву између два мала залива, природне луке. Ово је била велика предност на иначе слабо разуђеној обали северне Апулије.

## Историја

### Стари век
Подручје Барија било је насељено још у време праисторије. Барион (лат. Barium) је било подручје које није било од великог значаја за Велику Грчку. Нађени су само бронзани новчићи. Када је подручје дошло под римску управу у 3. веку п. н. е. добило је стратешки значај као место где се спајао приобални пут са Вија Трајаном. Лука на месту града се спомиње 181. п. н. е. Први историјски потврђен епископ Барија био је извесни Гервасије који се помиње као учесник сабора у Сердики (данашњој Софији) 347. године, а епископи су били под управом патријарха из Константинопоља све до 10. века.

### Средњи век
Након разарајућег Готскога рата под Лангобардима су успостављени писани закони, који су били узор за сличне уставе у другим јужним градовима. Сарацени су 852. године освојили Бари. Од 885. године је седиште Византијског катапана. Лонгобардско племство се побунило (1009—1011) против Византије. Побуна је угушена у бици код Кане 1018. године. Током побуне Нормани су први пут стекли упориште у томе подручју. Архиепископ Барија се 1025. године обратио Риму и град добио је статус провинције. Нормани под Робертом Гвискаром су 1071. године заузели Бари (Опсада Барија). Мајо од Барија је био велики адмирал норманске Сицилије. Црква светога Николе основана је 1087. године како би примила мошти овог свеца, које су под сумњивим околностима донесене из Мире у Ликији. Мошти светога Николе привлачиле су у Бари велики број ходочасника, што је ојачало градску привреду и положај града. Петар Пустињак је 1095. године проповедао Први крсташки рат у Барију. Папа Урбан II је 1098. године сазвао црквени сабор у Барију (познат као Баријски сабор или концил) са циљем потчињавања грчког православног свештенства у јужним областима Италије и њиховог укључивања у догматски и административни поредак Католичке цркве. Том приликом, разматране су и разлике у учењима о исхођењу Светог духа, укључујући и питање о уметању израза Филиокве у Симбол вере. Иако се две стране нису могле сложити, сабор је означио почетак организованог рада на потискивању грчког православља из јужне Италије.
У Барију је 1117. године избио грађански рат. Био је убијен архиепископ, а надзор над градом је преузео Лонгобард Гримоалд Алфеанит, који је изабран од народа да се одупре Норманима. До 1123. године је унапредио везе са Византијом и Венецијом. Касније је био принуђен да призна власт Нормана Руђера II Сицилијанскога. Поново се побунио против Нормана, па је поражен 1132. године. Бари је 1156. године био опљачкан и уништен до темеља. Фридрих II, цар Светог римског царства и краљ Сицилије је обновио тврђаву Бари. Бари је био неколико пута разаран, али је сваки пут поново био обнављан.
Иван Јастребов наводи податак да је у Барију у цркви Светог Николе, на сребрном олтару био натпис из 1319. године који доказује да је Милутин владао и Албанијом. Натпис гласи: Rex Rassiae et Diocleae, Albaniae, Bulgariae ac totius martimae de culfo Adria a mari usque ad flumen Danibii magni.

### Нови век
Принцеза Напуља Изабела Арагонска је проширила замак у који се настанила од 1499. године до 1524. године. Бари је постао део Напуљске краљевине. Због ендемичне маларије дошло је до назадовања града. Када је Напуљска краљевина дошла у руке Француза током Наполеонове ере краљ Напуља је био Жоашен Мира, који је дао да се 1808. године изгради нови део града. Бари се развио у најзначајнију луку те области. 1860. године Бари је прикључен новооснованој држави Италији.
За време Другог светског рата дошло је у Барију до тешкога хемијскога инцидента. Немачки бомбардери су 2. децембра 1943. године у Барију погодили неколико савезничких бродова, од којих је на једноме било хемијско оружје. Та прича је дуго била заташкавана. Број мртвих се креће зависно од извора од 69, па до 2.000 мртвих, што цивила, што савезничких војника. После рата град је доживео раст, али и хаотичан урбани развој као и други градови јужне Италије, када се веома много некадашњег сеоског становништва населило по ободу града.

## Географија
| Клима (Бари)                | Клима (Бари) | Клима (Бари) | Клима (Бари) | Клима (Бари) | Клима (Бари) | Клима (Бари) | Клима (Бари) | Клима (Бари) | Клима (Бари) | Клима (Бари) | Клима (Бари) | Клима (Бари) | Клима (Бари)   |
| Показатељ \ Месец           | .Јан.        | .Феб.        | .Мар.        | .Апр.        | .Мај.        | .Јун.        | .Јул.        | .Авг.        | .Сеп.        | .Окт.        | .Нов.        | .Дец.        | .Год.          |
| --------------------------- | ------------ | ------------ | ------------ | ------------ | ------------ | ------------ | ------------ | ------------ | ------------ | ------------ | ------------ | ------------ | -------------- |
| Апсолутни максимум, °C (°F) | 24,0 (75,2)  | 24,0 (75,2)  | 27,2 (81)    | 32,6 (90,7)  | 39,1 (102,4) | 45,5 (113,9) | 45,6 (114,1) | 44,8 (112,6) | 39,0 (102,2) | 35,2 (95,4)  | 27,5 (81,5)  | 23,0 (73,4)  | 45,6 (114,1)   |
| Средњи максимум, °C (°F)    | 12,1 (53,8)  | 12,7 (54,9)  | 14,7 (58,5)  | 17,9 (64,2)  | 22,2 (72)    | 25,8 (78,4)  | 28,4 (83,1)  | 28,3 (82,9)  | 25,4 (77,7)  | 21,0 (69,8)  | 16,8 (62,2)  | 13,5 (56,3)  | 28,4 (83,1)    |
| Средњи минимум, °C (°F)     | 4,9 (40,8)   | 4,8 (40,6)   | 6,3 (43,3)   | 8,6 (47,5)   | 12,9 (55,2)  | 16,7 (62,1)  | 19,3 (66,7)  | 19,4 (66,9)  | 16,3 (61,3)  | 12,6 (54,7)  | 8,6 (47,5)   | 6,2 (43,2)   | 4,8 (40,6)     |
| Апсолутни минимум, °C (°F)  | −5,9 (21,4)  | −3,0 (26,6)  | −2,4 (27,7)  | −1,0 (30,2)  | 5,3 (41,5)   | 7,8 (46)     | 12,8 (55)    | 12,8 (55)    | 8,4 (47,1)   | 4,0 (39,2)   | 0,0 (32)     | −3,0 (26,6)  | −5,9 (21,4)    |
| Количина падавина, mm (in)  | 53,7 (21,14) | 64,2 (25,28) | 42,0 (16,54) | 40,5 (15,94) | 34,9 (13,74) | 23,3 (9,17)  | 25,4 (10)    | 30,4 (11,97) | 59,7 (23,5)  | 61,5 (24,21) | 72,7 (28,62) | 54,3 (21,38) | 562,6 (221,49) |
| [ тражи се извор ]          |              |              |              |              |              |              |              |              |              |              |              |              |                |

## Становништво
Према резултатима пописа становништва 2011. у општини је живело 315.933 становника.
| 1931.   | 1936.   | 1951.   | 1961.   | 1971.   | 1981.   | 1991.   | 2001.   | 2011.   |
| ------- | ------- | ------- | ------- | ------- | ------- | ------- | ------- | ------- |
| 172.600 | 197.918 | 268.183 | 312.023 | 357.274 | 371.022 | 342.309 | 316.532 | 315.933 |

Године 2008.. Бари је имао нешто око 320.000 становника, 3,5 пута више као на почетку 20. века, али за 20% мање него 1970. године. Опадање становништва током протеклих деценија узроковано је сталним пресељењем становништва (махом младих породица) у мирнија предграђа са вишим квалитетом живота. Ово се одражава и на градско становништво, које је старо и са ниским природним прираштајем. Треба споменути и бројно привремено становништво у виду бројне студентске популације.
Град данас има и мали удео страног досељеничког становништва (2%), досељеника из свих крајева свега. Међу њима најбројнији су Албанци.
Бари има велико градско подручје са око 700.000 становника ( "Велики Бари"), а у метрополитенском подручју живи чак 1,6 милиона становника.

## Подела града
Град се састоји од четири дела. На северу је старо градско језгро са катедралом, смештено на полуострву између све модерне луке. Ту се налази Црква светога Николе и Катедрала светога Сабина и Замак Свево од Фридриха II.

## Привреда
Бари је важно привредно средиште јужне Италије. Град је велика лука на Јадрану, а у вези са тим ту су се развиле и индустријске гране које зависе од увоза сировина (ваљаонице, челичане, хемијска индустрија). Град има развијену прехрамбену индустрију, ослоњену на богату пољопривредну производњу у околини.
Бари је већ вековима и важно туристичко одредиште и поглавито због ходочасничког туризма - поклоњење моштима светог Николе. Такође, град је домаћин једног од највећих сајмова у Италији - Источног сајма.

## Градске знаменитости
- Црква светога Николе је основана 1087. године да би се у њу сместиле мошти светога Николе, који су донесени из Мире у Ликији (отете из Манастира у Мири). Краљ Милутин је 1319. године поклонио сребрни олтар са сребрном капелом, сребреном иконом и канделабрима. На то је било утрошено 600 килограма сребра. Под утицајем барока тај олтар је у 17. веку претопљен у нови барокни олтар. Стефан Дечански је даровао велику икону светога Николе у знак захвалности свецу, који му је повратио вид.
- Катедрала светога Сабинија је започета у византијском стилу 1034. године, али уништена је 1156. године. Поново је изграђена 1170—1178. и пример је романескне апулијске архитектуре. Унутрашњост и фасада су декорирани у 18. веку у барокном стилу.
- Нормански замак Свево
- Петрућели позориште је био једна од највећих опера у Италији после Скале у Милану и Опере у Напуљу. Страдао је током 90-их прошлог века и сада се обнавља.
- Стари Бари (Бари Векија) представља низ уличица и пролаза и малих тргова са бројним црквама и старим здањима на полуострву.

## Партнерски градови
- Монте Сант’Анђело
- Баалбек
- Бандунг
- Бања Лука
- Батуми
- Крф
- Драч
- Гуангџоу
- Мар дел Плата
- Патра
- Сумгајит
- Шчећин
- Болоња
- Челе ди Сан Вито
- Палма де Мајорка
- Сан Ђовани Ротондо
- San Nicolás de Bari
- Кардиф
- Искија
- Колеторто

## Галерија
- Катедрала св. Сабинија
- Замак Звево
- Универзитет у Барију - зграда Атенео
- Градска марина